# Замостя (Молодечненський район)
Замо́стя (біл. Замосьце) — село в складі Молодечненського району Мінської області, Білорусь. Село підпорядковане Городилівській сільській раді, розташоване в західній частині області.